# Finestra romànica de l'habitatge carrer de Baix, 15 (Seva)
La Finestra romànica de l'habitatge carrer de Baix, 15 és una obra de Seva (Osona) inclosa a l'Inventari del Patrimoni Arquitectònic de Catalunya.

## Descripció
Finestra romànica de pedra treballada, amb un capitell al mig que conforma dues obertures amb arc de mig punt, a la base també es disposa una pedra treballada.
Una columna arrodonida sustenta un capitell que té esculpit un dibuix d' origen vegetal.

## Història
Aquest element que es troba aïllat fa que ens sigui difícil la seva datació, si bé per l'estil semblaria propi del romànic tardà.